# Adéla Bočanová
Adéla Bočanová (* 30. dubna 1994, Praha) je bývalá česká florbalová útočnice, reprezentantka, bronzová medailistka z Mistrovství světa 2011 a trojnásobná vicemistryně Česka. Celou svoji vrcholovou kariéru v letech 2010 až 2022 hrála v české nejvyšší ženské soutěži za FbŠ Bohemians.

## Klubová kariéra
K florbalu ji, podle jejích vlastních slov, dostala její starší sestra Kamila, která také hrála za FbŠ Bohemians. Svůj první zápas odehrála roku 2002, tedy ve svých osmi letech.
V Extralize poprvé za Bohemians nastoupila v roce 2010. V 16 letech byla kapitánkou týmu. S Bohemians získala titul vicemistra Extraligy žen v sezónách 2009/2010, 2010/2011 a 2011/2012. V poslední v nich byla nejlepší střelkyní ligy. Na velkou část gólů ji nahrála její sestra. Za tým hrála i v dalších 11 sezónách, naposledy na konci roku 2022. Je třetí nejproduktivnější hráčkou historické tabulky základní části Extraligy žen.

## Reprezentační kariéra
Bočanová reprezentovala Česko na juniorském mistrovství světa v roce 2010, kde Češky získaly první bronz a Bočanová vstřelila v zápase o třetí místo branku. Hrála i na mistrovství v roce 2012.
V ženské reprezentaci hrála poprvé na mistrovství v roce 2011, kde byla v 17 letech nejmladší reprezentantkou, a kde Češky také získaly první ženský bronz. Na turnaji byla nejlepší střelkyní a společně se sestrou Kamilou byly nejproduktivnější hráčky. Na Polish Cupu v roce 2013 s týmem poprvé v historii porazily Finsko. Reprezentovala i na dalších čtyřech mistrovstvích světa, naposledy v roce 2019. S pěti starty patří k českým hráčkám s nejvyšším počtem účastí. Celkově je čtvrtá nejproduktivnější hráčka reprezentace.
| Umístění               | Soutěž                                           |
| ---------------------- | ------------------------------------------------ |
| alt = Bronzová medaile | Mistrovství světa ve florbale žen do 19 let 2010 |
| Bronzová medaile       | Mistrovství světa ve florbale žen 2011           |
| 4.                     | Mistrovství světa ve florbale žen do 19 let 2012 |
| 4.                     | Mistrovství světa ve florbale žen 2013           |
| 4.                     | Mistrovství světa ve florbale žen 2015           |
| 4.                     | Mistrovství světa ve florbale žen 2017           |
| 4.                     | Mistrovství světa ve florbale žen 2019           |

## Ocenění
Bočanová je nejlepší česká juniorka sezón 2010/2011 a 2011/2012. V první z nich byla zvolena i nejužitečnější hráčkou Extraligy.